# Radeburg
Radeburg é um município da Alemanha, situado no distrito de Meißen, no estado da Saxônia. Tem 54,00 km² de área, e sua população em 2019 foi estimada em 7.317 habitantes.